# Grinda, Antarktis
Grinda är en bergstopp i Antarktis. Den ligger i Östantarktis. Norge gör anspråk på området. Toppen på Grinda är 1 954 meter över havet, eller 270 meter över den omgivande terrängen. Bredden vid basen är 8,5 km.
Terrängen runt Grinda är varierad. Trakten är obefolkad. Det finns inga samhällen i närheten. 